# 三仙台燈杆

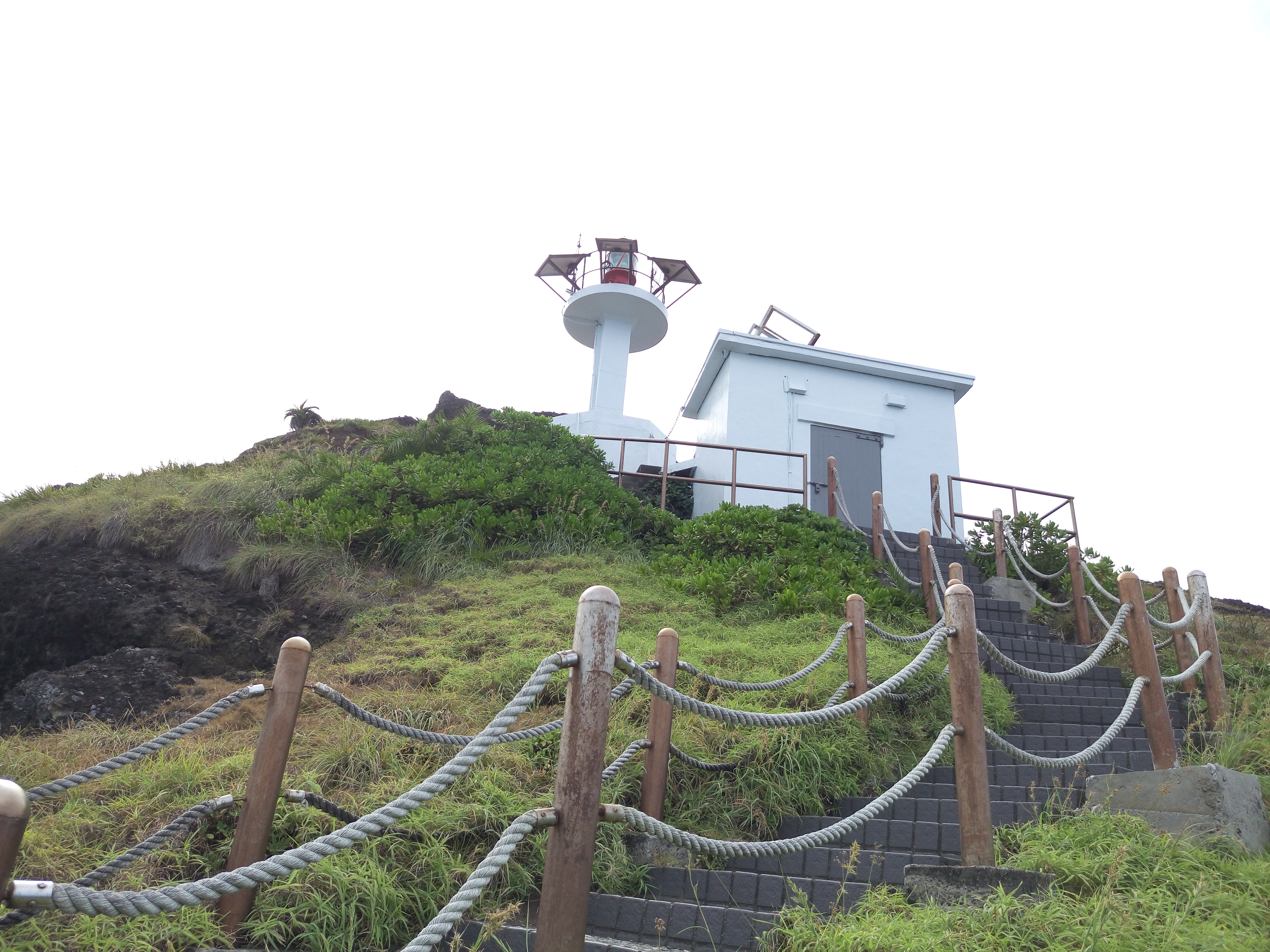
三仙台燈杆建築

三仙台燈杆為一座位於臺灣臺東縣成功鎮三仙台的小型燈塔，又稱為三仙台燈塔，最初於日治時期興建，是臺灣東部海岸地區最早的燈塔。

## 沿革

### 日治時期
三仙台燈杆最初於臺灣日治時期1915年，為維護臺灣東部海域的船舶航行安全，因此由臺灣總督府所設立。同年4月29日，三仙台燈台興建完成，開始點燈運作。三仙台燈台開始運作後，臺灣總督府方面也指派成廣澳支廳的巡查幸島慶吉、稻田政太郎二人來擔任燈塔的看守與營運工作。

### 戰後時期
第二次世界大戰戰後，臺灣由國民政府接收，三仙台燈台也由後續臺灣省政府所成立的財政部關稅總局海務處接管，並改稱為三仙台燈杆。1964年，原本透過五等電石氣閃光燈提供照明的三仙台燈杆開始進行改建工程，將五等電石氣閃光燈淘汰，並改換裝設白熾燈泡提供照明。
1999年10月1日，再加裝太陽能蓄電池提供照明用電力。目前，三仙台燈杆為無人看守之燈杆。

## 環境
三仙台燈杆坐落在三仙台島的第二岩峰，呂洞賓岩上，並設有287階的石階可供人員自岩底攀爬至燈杆所在地。

## 諸元
- 燈塔高度：7公尺[3]。
- 燈火高度：61.5公尺（高潮面至燈火中心）[3]。
- 照明設備：五等電石氣閃光燈（舊）、白熾電燈泡（新）[3]。
- 燈質（頻率）：每3秒閃一次（舊）[3]。
- 明弧：137°至 039°[3]。
- 公稱光程：9浬[3]。
- 燈杆位置：北緯23度07分40秒，東經121度24分48秒3[3]。

## 資料來源
1. 1 2 3 4  . 東部海岸國家風景區.   [2016-07-02]. （原始内容存档于2016-06-16）.
2. 1 2  . 台東縣文化磐石.   [2016-07-02]. （原始内容存档于2016-07-02）.
3. 1 2 3 4 5 6 7 8 9 10 11 12 13   (PDF). 台東文獻復刊. 2008-11  [2016-07-02]. （原始内容存档 (PDF)于2016-09-09）.
4. ↑  . 台東縣文化磐石.   [2016-07-02]. （原始内容存档于2016-07-02）.